# Dampierre-en-Bray
Dampierre-en-Bray est une commune française située dans le département de la Seine-Maritime en région Normandie.
Dampierre-en-Bray est un village agricole situé sur les bords de l'Epte dans le pays de Bray, à environ 65 km au sud de Dieppe, à la jonction des routes D 16 et D 84.

## Géographie
|                   | Ménerval          | Doudeauville           |
|                   | Dampierre-en-Bray | Gancourt-Saint-Étienne |
| Brémontier-Merval |                   | Cuy-Saint-Fiacre       |

### Hydrographie
La commune est située dans le bassin Seine-Normandie. Elle est drainée par l'Epte, le ruisseau de Mesangueville, le cours d'eau 01 de la commune de Mérerval, les fossés 01 et 02 de la commune de Dampierre-en-Bray,, le ruisseau de la Clayette et le ruisseau des Communaux,,.
L'Epte, d'une longueur de 113 km, prend sa source dans la commune de Compainville et se jette  dans la Seine à Notre-Dame-de-la-Mer, après avoir traversé 44 communes. 

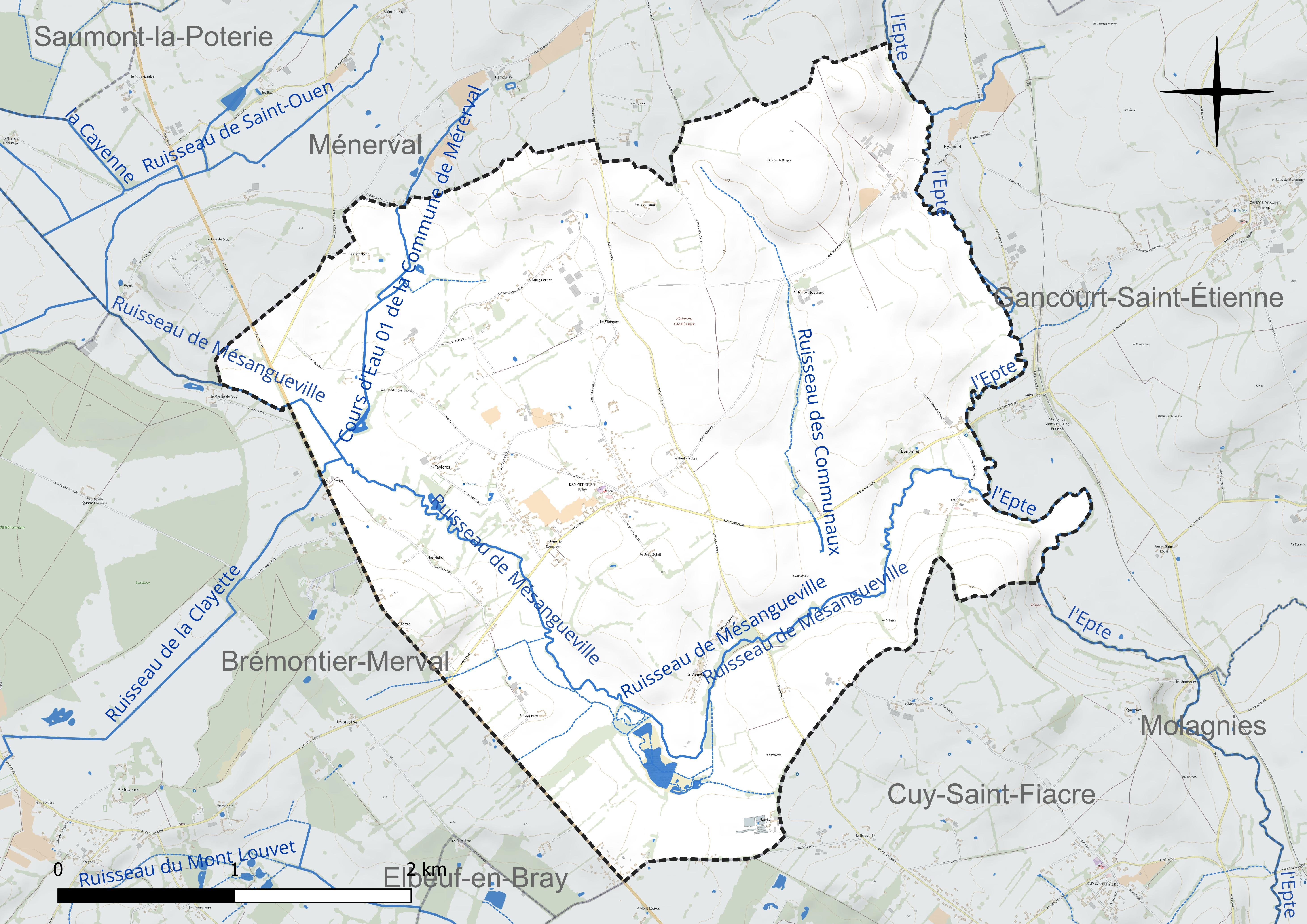
Réseau hydrographique de Dampierre-en-Bray.

Le ruisseau de Mésangueville, d'une longueur de 15 km, prend sa source dans la commune de La Ferté-Saint-Samson et se jette  dans l'Epte sur la commune. 

### Climat
Pour des articles plus généraux, voir Climat de la Normandie et Climat de la Seine-Maritime.
En 2010, le climat de la commune est de type climat océanique dégradé des plaines du Centre et du Nord, selon une étude du CNRS s'appuyant sur une série de données couvrant la période 1971-2000. En 2020, Météo-France publie une typologie des climats de la France métropolitaine dans laquelle la commune est exposée à un climat océanique et est dans la région climatique Côtes de la Manche orientale, caractérisée par un faible ensoleillement (1 550 h/an) ; forte humidité de l’air (plus de 20 h/jour avec humidité relative > 80 % en hiver), vents forts fréquents. Parallèlement le GIEC normand, un groupe régional d’experts sur le climat, différencie quant à lui, dans une étude de 2020, trois grands types de climats pour la région Normandie, nuancés à une échelle plus fine par les facteurs géographiques locaux. La commune est, selon ce zonage, exposée à un « climat contrasté des collines », correspondant au Pays de Bray, bien arrosé et frais.
Pour la période 1971-2000, la température annuelle moyenne est de 10,2 °C, avec une amplitude thermique annuelle de 14,1 °C. Le cumul annuel moyen de précipitations est de 803 mm, avec 12,6 jours de précipitations en janvier et 8,5 jours en juillet. Pour la période 1991-2020, la température moyenne annuelle observée sur la station météorologique la plus proche, située sur la commune de Forges-les-Eaux à 12 km à vol d'oiseau, est de 10,7 °C et le cumul annuel moyen de précipitations est de 860,1 mm,. Pour l'avenir, les paramètres climatiques de la commune estimés pour 2050 selon différents scénarios d’émission de gaz à effet de serre sont consultables sur un site dédié publié par Météo-France en novembre 2022.

## Urbanisme

### Typologie
Au 1er janvier 2024, Dampierre-en-Bray est catégorisée commune rurale à habitat dispersé, selon la nouvelle grille communale de densité à sept niveaux définie par l'Insee en 2022.
Elle est située hors unité urbaine. Par ailleurs la commune fait partie de l'aire d'attraction de Gournay-en-Bray, dont elle est une commune de la couronne,. Cette aire, qui regroupe 21 communes, est catégorisée dans les aires de moins de 50 000 habitants,.

### Occupation des sols
L'occupation des sols de la commune, telle qu'elle ressort de la base de données européenne d’occupation biophysique des sols Corine Land Cover (CLC), est marquée par l'importance des territoires agricoles (99,9 % en 2018), une proportion identique à celle de 1990 (99,9 %). La répartition détaillée en 2018 est la suivante : 
prairies (63,7 %), terres arables (34,9 %), zones agricoles hétérogènes (1,3 %), forêts (0,1 %). L'évolution de l’occupation des sols de la commune et de ses infrastructures peut être observée sur les différentes représentations cartographiques du territoire : la carte de Cassini (XVIIIe siècle), la carte d'état-major (1820-1866) et les cartes ou photos aériennes de l'IGN pour la période actuelle (1950 à aujourd'hui).

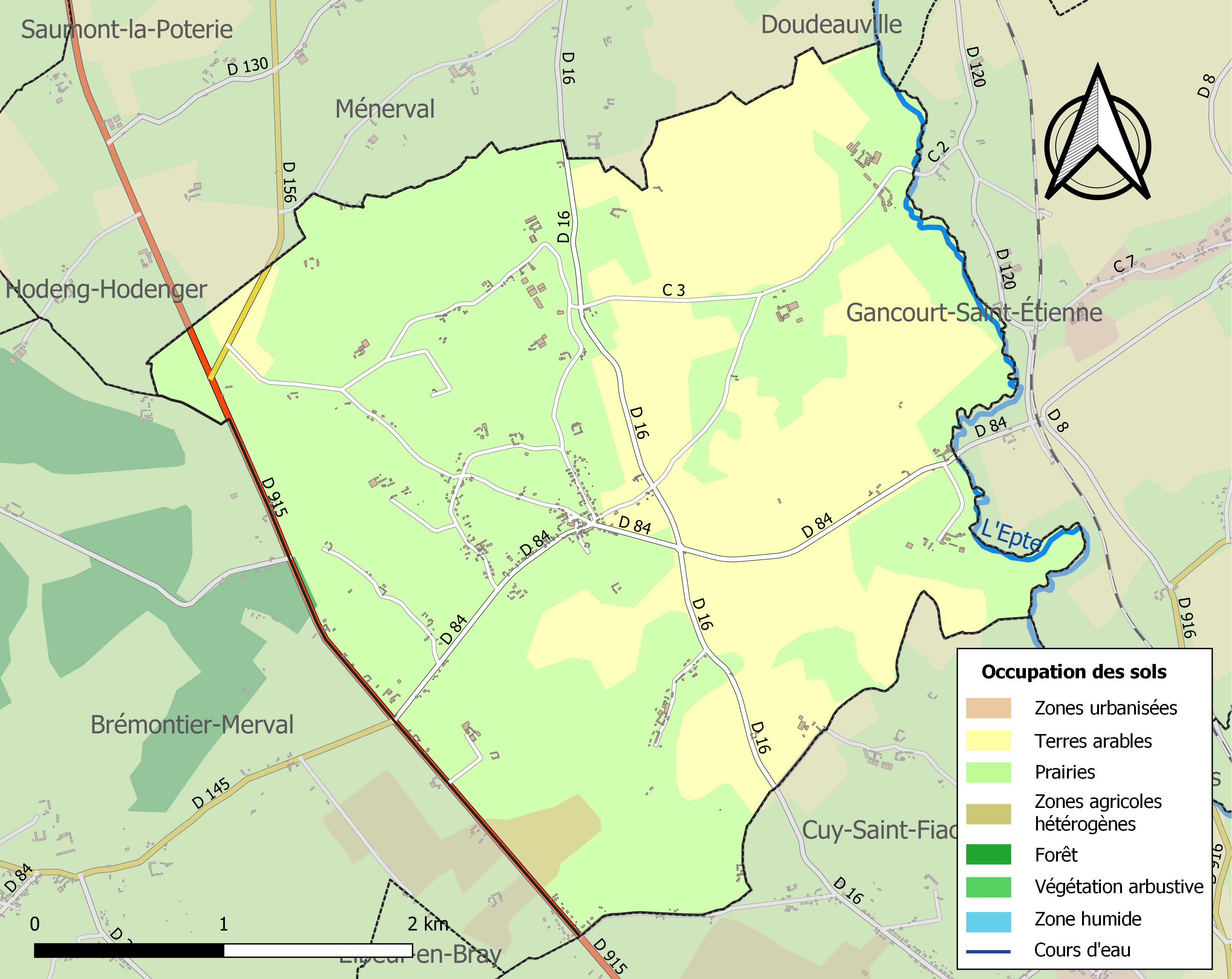
Carte des infrastructures et de l'occupation des sols de la commune en 2018 (CLC).

## Toponymie
Dampierre devient Dampierre-en-Bray par décret du 26 novembre 1846. Il est curieux de noter qu'un décret du 05 janvier 1965 procède à la même modification.
L'hagiotoponyme caché de la localité est attesté sous la forme Domni petram en 1152.
Appellation hagionymique, l'élément dam (ailleurs dom) dérivé du latin dominus, ayant la valeur de « saint ». Dampierre signifie « Saint Pierre ».
Le pays de Bray est une région naturelle du Nord-Ouest de la France. À cheval sur les départements de Seine-Maritime et de l'Oise.

## Histoire
Des groupements d'habitations existent à Dampierre-en-Bray lors de la conquête des Gaules par Jules César, tout comme à Alges, à Gournay-en-Bray, à Saint-Clair-sur-Epte, à Ferrières, à Elbeuf-en-Bray, à Avesnes-en-Bray, à Neuf-Marché...
Dampierre-en-Bray, qui est appelé dans les anciens titres, « Terra domini Pétri », s'est formée des paroisses de Dampierre et de Beuvreuil. 
Au Moyen Âge, Dampierre-en-Bray est occupée par les seigneuries de : Dampierre, Rambures, et Marigny.
Au XIIe siècle, Mahaut de Marigny apporte par mariage la seigneurie de Mar(i)gny à Hugues Le Portier, seigneur de Rosay et co-seigneur de Lyons-la-Forêt. Enguerran II Le Portier leur fils adopte le nom de sa mère ; Enguerran III de Marigny né à Lyons-la-Forêt, fils d'Enguerran II, conseiller-chambellan et trésorier de Philippe le Bel, pendu en 1315, sera finalement inhumé dans l'église d'Écouis qu'il avait fait bâtir.
Isabeau de Marigny, fille du trésorier, apporte par mariage la seigneurie de Dampierre à la famille d'Auxi ; son fils et son petit-fils seront tués à la bataille d'Azincourt ; sa petite-fille, Catherine d'Auxi dame de Dampierre et d'Écouis, apporte ses biens à la famille de Rambures du fait de son mariage avec David de Rambures qui lui aussi est tué en 1415 à Azincourt. Andrieu (ou Adrien, ou André) de Rambures, fils ou petit-fils de David, possède en 1450 le fief de Rambures près de l'église de Dampierre ; il est seigneur de Rambures, de Dampierre, et d'Écouis ; son petit-fils vendra le fief et le manoir féodal de Dampierre à Nicolas Bénard.
Un fief entier, nommé le fief de Mar(i)gny, assis en la paroisse de Dampierre (châtellenie de Gournay) est transmis par le mariage d'Alix de Marigny (sœur d'Isabeau, ci-dessus) avec Pierre de Fécamp, à la famille de Fécamp. La fille (ou petite-fille ou arrière-petite-fille ?) d'Alix, Marie de Fécamp, transmet l'héritage à Guillaume Ier de Gamaches ; sa petite-fille Blanche, fille de Guillaume II de Gamaches, épouse Jean seigneur de Châtillon-sur-Marne, dont la fille Marie (Marguerite) dame de Châtillon, apporte par son mariage en 1439 ou 52 une partie du fief de Marigny à Pierre de Roncherolles, seigneur de Heuqueville ; l'autre part restant aux Gamaches jusqu'à la Révolution.
Quant à la paroisse de Beuvreuil (qui sera plus tard rattachée à Dampierre), elle relevait de l'abbaye de Saint-Germer (Oise). C'était en 1118 une seigneurie appartenant à la famille Le Cat.
Le 9 janvier 1965, Dampierre prend le nom de Dampierre-en-Bray.

## Politique et administration
| Période                                  | Période                    | Identité                     | Étiquette | Qualité                                               |
| ---------------------------------------- | -------------------------- | ---------------------------- | --------- | ----------------------------------------------------- |
| Les données manquantes sont à compléter. |                            |                              |           |                                                       |
|                                          |                            | Pierre Thierre               |           |                                                       |
|                                          |                            | Charles Petit                |           |                                                       |
|                                          |                            | Charles Amouret              |           |                                                       |
| 1817                                     | 1830                       | Noel Marin Dubois            |           |                                                       |
| 1830                                     | 1836                       | Charles Radanne              |           |                                                       |
| 1836                                     | 1840                       | Alexandre Langlois           |           |                                                       |
| 1840                                     | 1858                       | Felix Boudhors               |           |                                                       |
| 1858                                     | 1871                       | Nicolas Radanne              |           |                                                       |
| 1871                                     | 1878                       | Amédée Le Mercher de Longpré |           |                                                       |
| 1878                                     | 1888                       | Nicolas Bournisien           |           |                                                       |
| 1888                                     | 1919                       | Amédée Demetz                |           |                                                       |
| 1919                                     | 1945                       | Maurice Moinet               |           |                                                       |
| 1945                                     | mars 1989                  | Jacques Moinet               |           |                                                       |
| mars 1989                                | mars 2001                  | Michel Roquet                |           |                                                       |
| mars 2001                                | mai 2020                   | Emmanuel Duclos              |           | Vice-président de la CC du Bray-Normand (2014 → 2016) |
| juillet 2020,                            | En cours (au 10 août 2020) | Sophie Petit                 |           | Technicienne qualité                                  |

## Démographie
L'évolution du nombre d'habitants est connue à travers les recensements de la population effectués dans la commune depuis 1793. Pour les communes de moins de 10 000 habitants, une enquête de recensement portant sur toute la population est réalisée tous les cinq ans, les populations de référence des années intermédiaires étant quant à elles estimées par interpolation ou extrapolation. Pour la commune, le premier recensement exhaustif entrant dans le cadre du nouveau dispositif a été réalisé en 2008.

En 2022, la commune comptait 448 habitants, en évolution de −2,4 % par rapport à 2016 (Seine-Maritime : +0,35 %, France hors Mayotte : +2,11 %).
| 1793 | 1800 | 1806 | 1821 | 1831 | 1836 | 1841 | 1846 | 1851 |
| ---- | ---- | ---- | ---- | ---- | ---- | ---- | ---- | ---- |
| 595  | 479  | 537  | 615  | 745  | 674  | 710  | 693  | 655  |

| 1856 | 1861 | 1866 | 1872 | 1876 | 1881 | 1886 | 1891 | 1896 |
| ---- | ---- | ---- | ---- | ---- | ---- | ---- | ---- | ---- |
| 654  | 608  | 568  | 550  | 558  | 555  | 532  | 542  | 524  |

| 1901 | 1906 | 1911 | 1921 | 1926 | 1931 | 1936 | 1946 | 1954 |
| ---- | ---- | ---- | ---- | ---- | ---- | ---- | ---- | ---- |
| 493  | 501  | 487  | 417  | 460  | 464  | 424  | 428  | 405  |

| 1962 | 1968 | 1975 | 1982 | 1990 | 1999 | 2006 | 2008 | 2013 |
| ---- | ---- | ---- | ---- | ---- | ---- | ---- | ---- | ---- |
| 378  | 340  | 333  | 321  | 323  | 367  | 424  | 440  | 464  |

| 2018 | 2022 | - | - | - | - | - | - | - |
| ---- | ---- | - | - | - | - | - | - | - |
| 447  | 448  | - | - | - | - | - | - | - |

## Culture locale et patrimoine

### Lieux et monuments

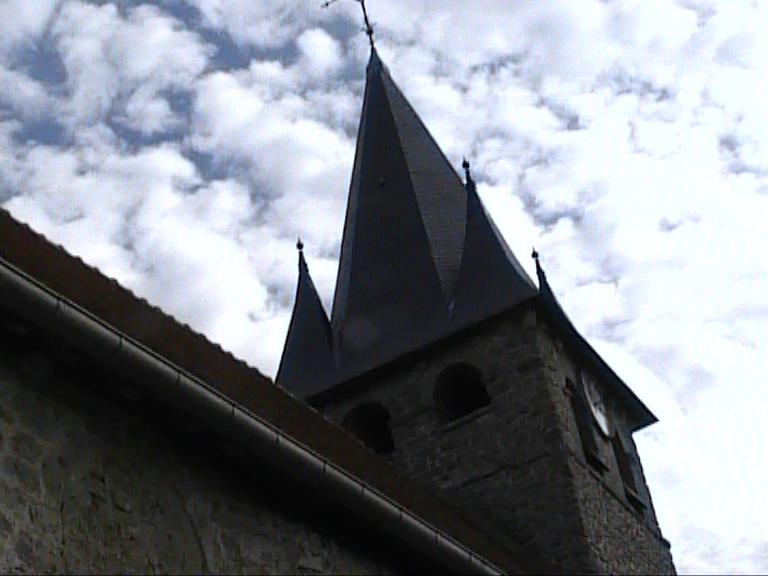
Église de Dampierre.

Trois monuments majeurs sur cette commune :
- le château dit des Huguenots (Beuvreuil) daté du XIVe siècle[34]. Son nom vient du fait qu'il y avait plusieurs familles seigneuriales huguenotes qui y vivaient. (propriété privée, ne se visite pas). Il a été classé par arrêté du 2 mai 1921 ;
- l'église Saint-Pierre de Beuvreuil est souvent appelée improprement chapelle. Cette église possède des fondations du XIe siècle, certains murs sont du XIIe siècle. Elle reçut de nombreuses rénovations en particulier au XVIe siècle. À voir ses peintures murales et son porche fait de briques émaillées. L'église est ouverte le premier dimanche du mois. Elle a été classée par arrêté du 12 juin 1920[35] ;
- l'église Saint-Pierre de Dampierre-en-Bray, inscrite au titre des monuments historiques par arrêté du 24 novembre 1926[36].

### Personnalités liées à la commune
L'abbé Robert Denhez, dernier prêtre de Dampierre-en-Bray, né à Ville-Saint-Jacques en Seine-et-Marne, le 14 septembre 1921, prêtre à Dampierre-en-Bray de 1971 à 1983, desservait les paroisses suivantes en plus de Dampierre-en-Bray : Cuy-Saint-Fiacre, Doudeauville, Gancourt-Saint-Étienne, Ménerval et Molagnies. Passionné par l'histoire, il est décédé le 10 décembre 1983 dans son presbytère à la suite d'une longue maladie.
'Émile Lamorte, instituteur de Dampierre-en-Bray, mort pour la France à la guerre de 1914-1918, serait le descendant du lieutenant-colonel De Lamorte, envoyé par Louis XIV pour combattre les protestants en Cévennes au moment de la guerre des Camisards et qui s'est ensuite converti au protestantisme pour en épouser une. Né à Vialas en Lozère le 7 mai 1877, a épousé Aline Berthe Bonicel à Vialas le 29 août 1903, a enseigné à Formerie-sur-Seine et à Hodeng-Hodenger entre autres, est décédé en rentrant de la guerre le 25 octobre 1919 à Vialas à la suite de la perte d'un œil au combat. Son nom figure sur le monument aux morts de Vialas avec celui de son frère.
Amédée Le Mercher de Longpré, ancien receveur particulier des finances et propriétaire, s'est retiré à Dampierre-en-Bray dans une propriété familiale, maire de la commune de 1871 à 1878, né à Rouen le quatre pluviose an VIII de la République, mort à Dampierre-en-Bray le 19 juin 1878.